# Kap Kanin
Kap Kanin ist ein Kap auf der russischen Kanin-Halbinsel in Nordosteuropa.
Das Kap liegt etwa 200 Seemeilen östlich von Murmansk an der nordwestlichen Spitze der Halbinsel.
Am Kap befinden sich ein Leuchtfeuer, eine Wetterstation und ein Funkfeuer für Luft- und Seefahrt. Die Meeresströmung rund um das Kap ist stark und unregelmäßig, bis zu 5 Seemeilen vom Land entfernt befinden sich Untiefen. Die Küste ist steil und zwischen 15 und 27 m hoch.
Die Vegetation ist tundratypisch und es wird Rentierzucht betrieben. Die Jahresdurchschnittstemperatur beträgt −1,1 °C, die kältesten Monate sind Januar und Februar, die wärmsten Juli und August.
Koordinaten: 68° 40′ 0″ N, 43° 17′ 0″ O

## Quelle
Sailing Directions Pub.183 North Coast of Russia, National Geospatial Intelligence-Agency, Bethesda, Maryland